# Grudki
Grudki (do końca 1988 Gródek) – osada w Polsce położona w województwie podlaskim, w powiecie hajnowskim, w gminie Białowieża na obszarze Puszczy Białowieskiej. 
Wieś leży na trasie linii kolejowej nr 52 Hajnówka - Białowieża Towarowa i drogi wojewódzkiej nr 689. We wsi znajduje się nieczynny kolejowy przystanek osobowy.
Według Powszechnego Spisu Ludności z 1921 roku osadę zamieszkiwało 150 osób, wśród których 65 było wyznania rzymskokatolickiego, 81 prawosławnego, 1 ewangelickiego, 3 mojżeszowego a jedna innego. Jednocześnie 109 mieszkańców zadeklarowało polską przynależność narodową a 41 inną. W osadzie było 16 budynków mieszkalnych.
W latach 1975–1998 miejscowość administracyjnie należała do województwa białostockiego.
W potocznym użyciu jest także alternatywna nazwa miejscowości Gródek.
Prawosławni mieszkańcy wsi należą do parafii św. Mikołaja w Białowieży, a wierni kościoła rzymskokatolickiego do parafii św. Teresy od Dzieciątka Jezus w Białowieży.